# I Love Radio Rock
I Love Radio Rock (The Boat That Rocked) è un film del 2009 scritto e diretto da Richard Curtis.
La pellicola, interpretata da un cast corale che vede, tra gli altri, Philip Seymour Hoffman, Bill Nighy, Rhys Ifans, Nick Frost e Kenneth Branagh, è dedicata al fenomeno delle radio pirata inglesi degli anni 60 del XX secolo, ispirandosi in particolare alla vicenda di Radio Caroline. Anche alcuni personaggi del film, come il Conte, "Simple" Simon Swafford, e Sir Alistair Dormandy sono basati su persone realmente esistite, rispettivamente: il DJ di Radio Caroline Emperor Rosko, i presentatori mattutini Tony Blackburn e Larry Gogan, e il politico laburista Tony Benn.

## Trama
Regno Unito, 1966. Nonostante il Paese sia nel pieno della Swinging London, BBC Radio trasmette appena tre quarti d'ora di musica leggera al giorno, deludendo le aspettative degli ascoltatori, soprattutto i più giovani, i quali sopperiscono a questa mancanza sintonizzandosi sulle tante radio pirata che trasmettono illegalmente i successi pop e rock del tempo. In questo contesto, l'adolescente Carl viene fatto imbarcare – apparentemente per punizione – dalla madre Charlotte su Radio Rock, una nave ancorata nel mare del Nord e trasformata in una stazione pirata attiva ventiquattr'ore al giorno.
L'emittente è gestita dal suo padrino Quentin, il quale lo introduce a bordo e lo presenta a tutti i deejay: "Il Conte", l'allegro Simon, "Dottor" Dave, l'affascinante e misterioso "Midnight" Mark e il taciturno "Tessitore dell'Alba" Bob. Sulla nave, Carl fa le prime esperienze sessuali con Marianne, la bella nipote di Quentin, partecipa alla vita in mare fatta prevalentemente di svago e divertimento, e intuisce il vero motivo della sua presenza su Radio Rock, ovvero che lì potrebbe esserci il padre che non ha mai conosciuto. Le giornate proseguono, con Quentin intento a districarsi tra problemi legali, visite di fan (soprattutto femminili) e la crescente rivalità fra "Il Conte" e il nuovo collega Gavin, appena tornato in patria dopo il successo ottenuto oltreoceano.
Nel frattempo il ministro Sir Alistair Dormandy, uomo ottuso e decisamente all'antica, affida al segretario Pirlott l'incarico di ostacolare in tutti i modi le trasmissioni delle stazioni pirata, in particolar modo di Radio Rock, iniziando una vera e propria crociata personale. Sempre alla ricerca di cavilli burocratici a cui appellarsi per far chiudere l'emittente, dapprima i due tentano di bloccarne i finanziamenti da parte degli inserzionisti pubblicitari, e successivamente riescono a ottenere l'attuazione del Marine Broadcasting Offences Act, norma che dichiara le navi-radio illegali poiché a rischio di occupare le frequenze di soccorso.
Ormai fuorilegge a tutti gli effetti, i membri dell'imbarcazione decidono di sfidare comunque il governo e proseguono imperterriti le trasmissioni, per la gioia dei loro fan. L'unico sistema per continuare a trasmettere senza venire arrestati è però quello di disancorare l'imbarcazione e salpare: questa versa però in pessime condizioni, tali da impedirle di reggere il mare, e presto inizia a imbarcare acqua. Dalle loro frequenze i deejay lanciano un SOS, sperando che qualcuno li salvi da una morte ormai certa. Pirlott vorrebbe rispondere alla richiesta di aiuto, ma Dormandy è irremovibile e lo costringe a desistere. Proprio quando la nave sta per affondare e tutti credono di essere perduti, Simon scorge decine di barche, tutte di fan che hanno ascoltato il loro messaggio e che stanno arrivando a salvarli.

## Produzione

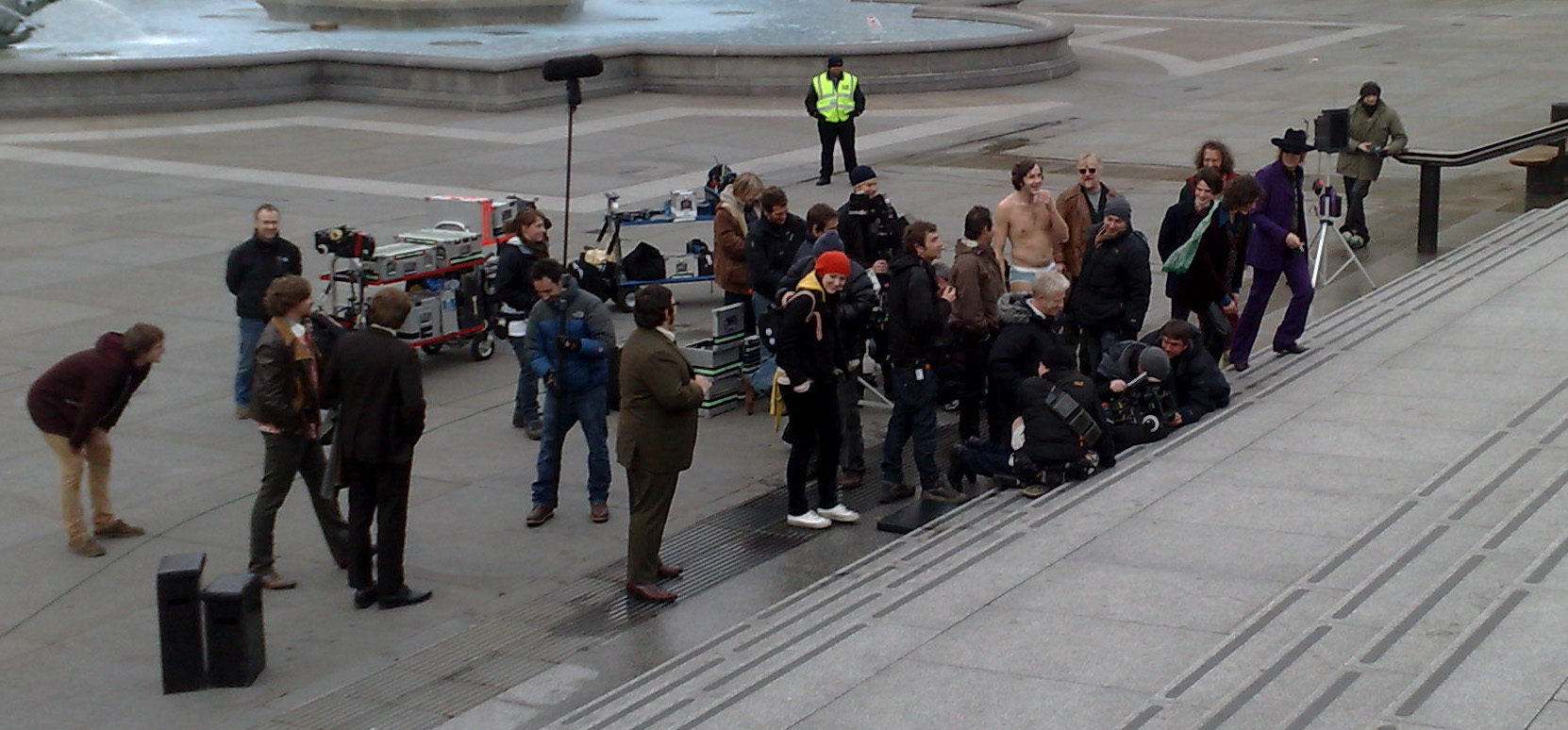
Le riprese del film presso la National Gallery di Londra

Working Title Films si è occupata della produzione della pellicola, con Tim Bevan, Eric Fellner e Hilary Bevan Jones come produttori e Debra Hayward, Liza Chasin e il regista Richard Curtis come produttori esecutivi. Il budget del film è stato di oltre 30 milioni di sterline.
La lavorazione del film è cominciata il 3 marzo 2008 ed è terminata a giugno dello stesso anno. Le riprese principali si sono tenute su una ex nave ospedale olandese, ancorata a Portland Harbour nel Dorset; le scene ambientate nel mare del Nord sono state invece girate a Dunbar nell'East Lothian. Le scene all'interno della nave sono state girate in un magazzino a Osprey Quay, nell'Isola di Portland e agli Shepperton Studios. Squerryes Court nel Kent è stata invece la location scelta per l'abitazione del ministro Alistair Dormandy.

## Colonna sonora
Il film può essere considerato una dichiarazione d'amore per la musica rock. Tutta la pellicola infatti è accompagnata da diverse canzoni, principalmente di gruppi musicali degli anni 60 del XX secolo, tra i quali figurano anche i Beach Boys, i Kinks e gli Who. Non inclusi nella colonna sonora, ma presenti nel film, sono i brani strumentali Per qualche dollaro in più, La resa dei conti, Vizio di uccidere e Addio colonnello di Ennio Morricone, tratti dalla pellicola Per qualche dollaro in più, e Let's Spend the Night Together e Jumpin' Jack Flash dei Rolling Stones.

### Album
La colonna sonora del film, intitolata The Boat That Rocked, è stata pubblicata da Mercury nel 2009.

#### Tracce
Disco 1
1. Stay with Me Baby - Duffy - 3:52
2. All Day and All of the Night - The Kinks - 2:23
3. Elenore - The Turtles - 2:30
4. Judy in Disguise (With Glasses) - John Fred and His Playboy Band - 2:52
5. Dancing in the Street - Martha Reeves and the Vandellas - 2:36
6. Wouldn't It Be Nice - The Beach Boys - 2:23
7. Ooo Baby Baby - Smokey Robinson - 2:45
8. This Guy's in Love with You - Herb Alpert & The Tijuana Brass - 4:01
9. Crimson and Clover - Tommy James & The Shondells - 5:24
10. Hi Ho Silver Lining - Jeff Beck - 2:53
11. I Can See for Miles - The Who - 4:07
12. With a Girl Like You - The Troggs - 2:07
13. The Letter - The Box Tops - 1:54
14. I'm Alive - The Hollies - 2:25
15. Yesterday Man - Chris Andrews - 2:32
16. I've Been a Bad Bad Boy - Paul Jones - 2:20
17. Silence Is Golden - The Tremeloes - 3:09
18. The End of the World - Skeeter Davis - 2:39

Disco 2
1. Friday on My Mind - The Easybeats - 2:53
2. My Generation - The Who - 3:19
3. I Feel Free - Cream - 2:54
4. The Wind Cries Mary - Jimi Hendrix - 3:21
5. A Whiter Shade of Pale - Procol Harum - 4:00
6. These Arms of Mine - Otis Redding - 2:33
7. Cleo's Mood - Jr. Walker & The All Stars - 2:42
8. The Happening - The Supremes - 2:50
9. She'd Rather Be with Me - The Turtles - 2:21
10. 98.6 - The Bystanders - 3:19
11. Sunny Afternoon - The Kinks - 3:34
12. Father and Son - Cat Stevens - 3:42
13. Nights in White Satin - The Moody Blues - 4:26
14. You Don't Have to Say You Love Me - Dusty Springfield - 2:49
15. Stay with Me Baby - Lorraine Ellison - 3:33
16. Hang On Sloopy - The McCoys - 3:52
17. This Old Heart of Mine (Is Weak for You) - The Isley Brothers - 2:51
18. Let's Dance - David Bowie - 4:06

## Distribuzione
(tag-line del film)
La première del film si è tenuta a Londra il 29 marzo 2009. Il film è uscito nelle sale del Regno Unito il successivo 1º aprile, mentre in Italia è stato distribuito da Universal Pictures il 12 giugno dello stesso anno.

### Edizione italiana
Nella versione originale, il personaggio interpretato da Jack Davenport si chiama Dominic Twatt, storpiatura del termine «twat» che in lingua inglese indica, volgarmente, la vagina. Nell'impossibilità di rendere in lingua italiana tale calembour, nella versione destinata al pubblico italofono il doppiaggio ha cambiato il cognome in Pirlott, con evidente assonanza al termine dialettale «pirla».

## Accoglienza

### Incassi
I Love Radio Rock è stato un fiasco al botteghino, incassando in tutto il mondo circa 36 milioni di dollari, a fronte di un budget di più di 30 milioni di sterline (equivalenti a 50 milioni di dollari).
Nel Regno Unito, il film ha incassato 6,1 milioni di sterline in 12 settimane, meno di un quarto del proprio costo di produzione. Negli Stati Uniti, la pellicola ha incassato meno di 3 milioni di dollari nel suo primo fine settimana di programmazione, scendendo a 1,46 nel secondo. Il film ha incassato al botteghino nordamericano appena 8 milioni di dollari (circa 5 milioni di sterline).

### Critica
I Love Radio Rock ha ricevuto giudizi misti; i critici ne hanno lodato l'interpretazione degli attori e la colonna sonora, mentre è stata oggetto di numerose critiche la durata della pellicola e la sua narrazione. La critica è stata divisa sul considerare la comicità del film un aspetto positivo o negativo. Sull'aggregatore di recensioni online Rotten Tomatoes, detiene una percentuale del 61% di giudizi positivi, basati su 158 recensioni.
The Daily Telegraph scrive che il film ha «dei momenti magici», ma ne critica la narrazione «confusa» e l'eccessiva durata. Anche The Hollywood Reporter si scaglia contro il minutaggio, definendolo «semplicemente troppo lungo per interessare lo spettatore». Andrew Neil di The Observer si è dichiarato invece scontento della trama «nebulosa» e «gratuitamente pervertita». Al contrario, Channel 4 è più positivo nei confronti del film, definendolo «emozionante e toccante [...] un viaggio piacevole», pur trovandolo debole dal punto di vista della trama.

In seguito all'uscita della versione statunitense, Manohla Dargis del New York Times ha scritto:
Al contrario, Robert Wilonsky, comparando entrambe le versioni, ha dichiarato di aver preferito quella originale:

## Versioni alternative
In seguito al flop del film al botteghino britannico, Focus Features, che ne curava la distribuzione negli Stati Uniti e in Canada, ha commissionato una versione modificata della pellicola per il mercato nordamericano. Intitolata Pirate Radio, questa contiene circa venti minuti di scene in meno, scelta fatta in seguito alle critiche sulla lunghezza dell'opera, ritenuta eccessiva. Sempre nel tentativo di non bissare l'insuccesso in madrepatria, la promozione del film in Nord America ne ha distorto la trama e il contesto storico; il rock 'n' roll e le radio pirata vengono immediatamente presentate come illegali, sicché la nascita di Radio Rock diventa una conseguenza di tali provvedimenti, mentre viene dato maggiore rilievo al protagonista statunitense, "Il Conte". Inoltre, in molto del materiale promozionale come trailer o poster viene evidenziato come il film sia «ispirato a una storia vera», espressione mai utilizzata né dalla casa di produzione né dallo sceneggiatore.